# Valeriana eupatoria
Valeriana eupatoria är en kaprifolväxtart som beskrevs av M. Sobral. Valeriana eupatoria ingår i släktet vänderötter, och familjen kaprifolväxter. Inga underarter finns listade i Catalogue of Life.